# Jenly Tegu Wini
Jenly Tegu Wini (Honiara, 9 giugno 1983) è una sollevatrice salomonese.

## Biografia
In carriera ha vinto una medaglia d'oro e due d'argento ai Giochi del Pacifico e una medaglia di bronzo ai Giochi del Commonwealth, diventando la prima salomonese a salire sul podio nella storia di quella manifestazione.
Ha rappresentato le Isole Salomone ai Giochi olimpici di Londra 2012 e Rio de Janeiro 2016. In entrambe le occasioni è stata portabandiera per il suo paese alla cerimonia di apertura.

## Palmarès
| Anno | Manifestazione          | Sede           | Evento | Risultato | Prestazione     | Note  |
| ---- | ----------------------- | -------------- | ------ | --------- | --------------- | ----- |
| 2011 | Giochi del Pacifico     | Nouméa         | 58 kg  | Argento   | 172 kg (75+97)  |       |
| 2012 | Giochi olimpici         | Londra         | 58 kg  | 17º       | 160 kg (65+95)  | [ 1 ] |
| 2015 | Giochi del Pacifico     | Port Moresby   | 58 kg  | Oro       | 193 kg (83+110) |       |
| 2016 | Giochi olimpici         | Rio de Janeiro | 58 kg  | 15º       | 188 kg (84+104) | [ 2 ] |
| 2018 | Giochi del Commonwealth | Gold Coast     | 59 kg  | Bronzo    | 181 kg (79+102) |       |
| 2019 | Giochi del Pacifico     | Apia           | 58 kg  | Argento   | 189 kg          |       |